# Sokratis Papastathopoulos
Sokratis Papastathopoulos (en griego: Σωκράτης Παπασταθόπουλος) (Kalamata, 9 de junio de 1988) es un exfutbolista griego que jugaba de defensa.
Como su apellido Papastathopoulos no cabe en su camiseta del club, su nombre de pila Sokratis generalmente se muestra en su lugar; sin embargo, un apodo más común para él es Papa.

## Trayectoria

### AEK Atenas
Papastathopoulos se unió al AEK Atenas FC proveniente del Apollon ropullon donde realizó su carrera como juvenil. El 26 de octubre de 2005 debutó en la Copa de Grecia en un partido contra PAS Giannina marcando en el séptimo minuto, el cual terminó 3-0 a favor del AEK.

### Niki Volou
En enero de 2006 se va a préstamo por seis meses al Niki Volou de la Segunda División de Grecia donde tuvo un total de 15 apariciones.

### Vuelta a AEK Atenas
En la temporada 2006-2007 de la Super Liga de Grecia, Sokratis, en su vuelta al club y con 14 partidos jugados se convirtió en uno de los favoritos de Bruno Cirillo, Traianos Dellas y Vangelis Moras para quedarse en el plantel titular. En La UEFA Champions League 2006-2007 jugó 3 partidos. En esos 3 juegos el AEK consiguió 1 victoria (1-0 contra el AC Milan), 1 empate (2-2 contra R.S.C. Anderlecht de Bélgica) y una derrota (3-1 contra Lille OSC).
El 14 de mayo de 2008 frente al Panathinaikos se convirtió en el jugador con menor edad en ser capitán del AEK Atenas con 19 años.

### Genoa
El 1 de agosto de 2008 Sokratis Papastathopoulos se integra al plantel del Genoa por 4 millones de euros. Debuta el 27 de septiembre de ese año frente a la Fiorentina. Su primer gol con la camiseta del Genoa fue el 5 de octubre de 2008 de local contra el S. S. C. Napoli. Genoa ganó ese partido 3-2, Papastathopoulos metió el gol de la victoria y fue expulsado en el minuto 89 por doble amarilla. Grandes clubes como el AC Milan o el Inter deseaban transferir a Sokratis a sus plantillas.

### A. C. Milan
El 20 de julio de 2010, se confirmó en una nota en el sitio web del A. C. Milan que Papastathopoulos se ha unido al equipo, después de que Genoa y Milan llegaran a un acuerdo para transferir a Sokratis al club a cambio 5 millones de euros; de este modo, Sokratis se convierte en el primer griego en jugar en el club lombardo.

### Regreso al Genoa
Tras no tener opciones en el primer equipo, el 24 de mayo de 2011, Adriano Galliani, y Enrico Preziosi firmaron un acuerdo verbal en el cual el Genoa volvería a comprar a Papastathopoulos.

### Werder Bremen
Para la temporada 2011-12 inicialmente regresó al Genoa, y el 21 de julio de 2011 fue vendido al Werder Bremen de Alemania.

### Borussia Dortmund
Fichó el 28 de mayo de 2013 por el Borussia Dortmund por un contrato de 3 años y un salario de 3 millones de euros por temporada.

### Arsenal F. C.
Tras su aventura en el Borussia Dortmund, fichó el 2 de julio de 2018 por el Arsenal F. C. Tras dos años y medio en el club, el 20 de enero de 2021 quedó libre al rescindir su contrato.

### Olympiacos
Después de 12 años de ausencia, el 25 de enero de 2021 se hizo oficial su vuelta a la Superliga de Grecia con Olympiacos de El Pireo. Dejó el club al finalizar la temporada 2022-23 una vez expiró su contrato.

### Real Betis
Tras comenzar la temporada sin equipo, el 26 de octubre de 2023 se oficializó su fichaje por el Real Betis Balompié hasta el final de la misma.
El 19 de mayo de 2024 anunció oficialmente su retirada del fútbol profesional al término de la temporada 2023-24.

## Selección nacional
En el Campeonato Europeo Sub-19 realizado en Austria, Papastathopoulos fue el capitán de la selección sub-19 de Grecia, pero no pudo jugar la final contra España por suspensión (contra Austria en la fase de grupos obtuvo su 1.ª tarjeta amarilla y en la semifinal contra Alemania la 2.ª). Después de ver el vídeo de la falta, el árbitro del partido se disculpó con el jugador.[cita requerida]

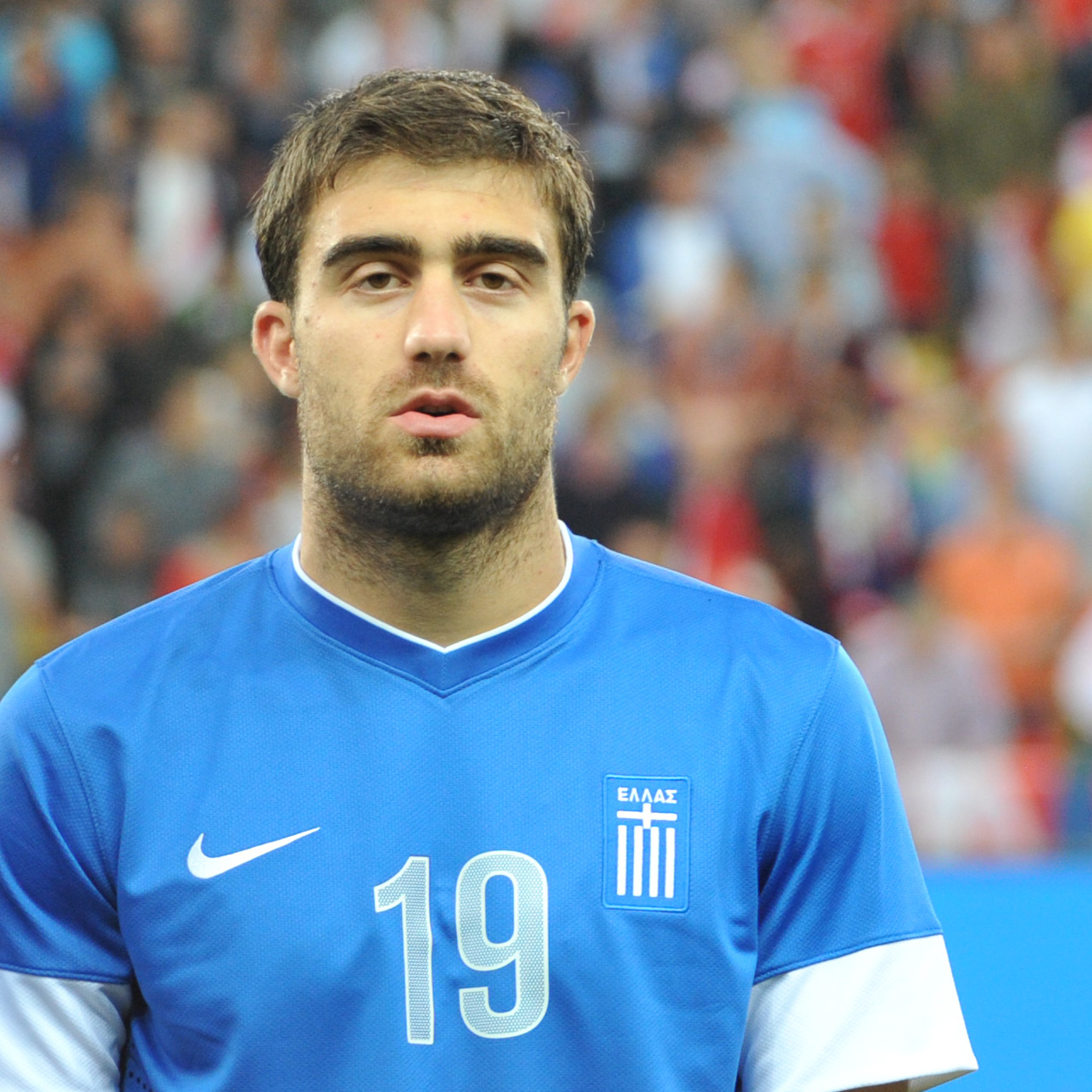
Sokratis con la selección.

Ha sido internacional con la selección de fútbol de Grecia en 90 ocasiones. Fue citado el 1 de febrero de 2008 haciendo su debut oficial el día 5 de febrero en la victoria por 1-0 ante República Checa. Papastathopoulos formó parte de los 24 jugadores de la lista previa de los convocados para la Eurocopa 2008, siendo más tarde excluido por el técnico Otto Rehhagel al momento de entregar la lista final de 23 jugadores a la UEFA.
Fue llamado nuevamente para ser parte de la selección griega que enfrentaría a Eslovaquia el 10 de agosto de 2008. Después de este partido jugó otros 4 partidos de clasificación para el Mundial 2010. Además participó del cruce entre su selección y la selección de Ucrania por la repesca clasificatoria a la Copa Mundial, de la que los helenos salieron victoriosos por un global de 1 a 0.
Papastathopoulos se convirtió en el primer jugador en ser expulsado en la Eurocopa 2012, durante el partido inaugural del torneo contra Polonia, coanfitriona del evento junto a Ucrania, después de recibir dos tarjetas amarillas del árbitro Carlos Velasco Carballo.
En junio de 2014, Papastathopoulos fue nombrado en la lista de Grecia para la Copa Mundial de la FIFA 2014. Fue titular en cada uno de los partidos por la fase de grupos, ayudando a su equipo a mantener la valla invicta contra Japón. En los octavos de final, Papastathopoulos anotó su primer gol como internacional, marcando el empate a 1 en el partido contra Costa Rica. Sin embargo, los griegos fueron finalmente derrotados por los centroamericanos por 5-3 en la definición por penaltis.

### Goles con la selección nacional
| Gol | Fecha                  | Sede                              | Oponente    | Marcador | Resultado | Competencia                         |
| --- | ---------------------- | --------------------------------- | ----------- | -------- | --------- | ----------------------------------- |
| 1.  | 29 de junio de 2014    | Arena Pernambuco, Recife, Brasil  | Costa Rica  | 1 - 1    | 1 – 1     | Mundial Brasil 2014                 |
| 2.  | 13 de junio de 2015    | Tórsvøllur, Tórshavn, Islas Feroe | Islas Feroe | 2 - 1    | 2 - 1     | Clasificación para la Eurocopa 2016 |
| 3.  | 9 de noviembre de 2017 | Estadio Maksimir, Zagreb, Croacia | Croacia     | 2 - 1    | 4 - 1     | Clasificación para el Mundial 2018  |

### Participaciones en Copas del Mundo
| Mundial                        | Sede      | Resultado        | PJ | Goles |
| ------------------------------ | --------- | ---------------- | -- | ----- |
| Copa Mundial de Fútbol de 2010 | Sudáfrica | Primera fase     | 2  | 0     |
| Copa Mundial de Fútbol de 2014 | Brasil    | Octavos de final | 4  | 1     |

## Estadísticas
Actualizado al último partido jugado en su carrera deportiva.
| Club                           | Div.          | Temporada     | Liga  | Liga  | Copas nacionales | Copas nacionales | Torneos internacionales | Torneos internacionales | Total | Total |
| Club                           | Div.          | Temporada     | Part. | Goles | Part.            | Goles            | Part.                   | Goles                   | Part. | Goles |
| ------------------------------ | ------------- | ------------- | ----- | ----- | ---------------- | ---------------- | ----------------------- | ----------------------- | ----- | ----- |
| A. E. K. F. C. · Grecia        | 1.ª           | 2005-06       | 0     | 0     | 2                | 1                | 0                       | 0                       | 2     | 1     |
| A. E. K. F. C. · Grecia        | Total club    | Total club    | 0     | 0     | 2                | 1                | 0                       | 0                       | 2     | 1     |
| G. S. Niki Volou · Grecia      | 2.ª           | 2005-06       | 11    | 0     | 0                | 0                | –                       | –                       | 11    | 0     |
| G. S. Niki Volou · Grecia      | Total club    | Total club    | 11    | 0     | 0                | 0                | 0                       | 0                       | 11    | 0     |
| A. E. K. F. C. · Grecia        | 1.ª           | 2006-07       | 14    | 0     | 1                | 0                | 4                       | 0                       | 19    | 0     |
| A. E. K. F. C. · Grecia        | 1.ª           | 2007-08       | 28    | 1     | 1                | 0                | 8                       | 0                       | 37    | 1     |
| A. E. K. F. C. · Grecia        | Total club    | Total club    | 42    | 1     | 2                | 0                | 12                      | 0                       | 56    | 1     |
| Genoa C. F. C. · Italia        | 1.ª           | 2008-09       | 21    | 2     | 2                | 0                | –                       | –                       | 23    | 2     |
| Genoa C. F. C. · Italia        | 1.ª           | 2009-10       | 30    | 0     | 1                | 0                | 5                       | 0                       | 36    | 0     |
| Genoa C. F. C. · Italia        | Total club    | Total club    | 51    | 2     | 3                | 0                | 5                       | 0                       | 59    | 2     |
| A. C. Milan · Italia           | 1.ª           | 2010-11       | 5     | 0     | 2                | 0                | 0                       | 0                       | 7     | 0     |
| A. C. Milan · Italia           | Total club    | Total club    | 5     | 0     | 2                | 0                | 0                       | 0                       | 7     | 0     |
| S. V. Werder Bremen · Alemania | 1.ª           | 2011-12       | 30    | 1     | 1                | 0                | 0                       | 0                       | 31    | 1     |
| S. V. Werder Bremen · Alemania | 1.ª           | 2012-13       | 29    | 1     | 1                | 0                | 0                       | 0                       | 30    | 1     |
| S. V. Werder Bremen · Alemania | Total club    | Total club    | 59    | 2     | 2                | 0                | 0                       | 0                       | 61    | 2     |
| B. V. Borussia · Alemania      | 1.ª           | 2013-14       | 28    | 1     | 6                | 0                | 8                       | 0                       | 42    | 1     |
| B. V. Borussia · Alemania      | 1.ª           | 2014-15       | 21    | 1     | 5                | 0                | 6                       | 1                       | 32    | 2     |
| B. V. Borussia · Alemania      | 1.ª           | 2015-16       | 25    | 1     | 5                | 0                | 10                      | 0                       | 40    | 1     |
| B. V. Borussia · Alemania      | 1.ª           | 2016-17       | 26    | 2     | 6                | 0                | 9                       | 1                       | 41    | 3     |
| B. V. Borussia · Alemania      | 1.ª           | 2017-18       | 30    | 2     | 4                | 0                | 9                       | 1                       | 43    | 3     |
| B. V. Borussia · Alemania      | Total club    | Total club    | 130   | 7     | 26               | 0                | 42                      | 3                       | 198   | 10    |
| Arsenal F. C. Inglaterra       | 1.ª           | 2018-19       | 25    | 1     | 3                | 0                | 12                      | 2                       | 40    | 3     |
| Arsenal F. C. Inglaterra       | 1.ª           | 2019-20       | 19    | 2     | 5                | 1                | 5                       | 0                       | 29    | 3     |
| Arsenal F. C. Inglaterra       | 1.ª           | 2020-21       | 0     | 0     | 0                | 0                | 0                       | 0                       | 0     | 0     |
| Arsenal F. C. Inglaterra       | Total club    | Total club    | 44    | 3     | 8                | 1                | 17                      | 2                       | 69    | 6     |
| Olympiacos F. C. · Grecia      | 1.ª           | 2020-21       | 14    | 1     | 5                | 0                | 4                       | 0                       | 23    | 1     |
| Olympiacos F. C. · Grecia      | 1.ª           | 2021-22       | 25    | 1     | 3                | 0                | 11                      | 0                       | 39    | 1     |
| Olympiacos F. C. · Grecia      | 1.ª           | 2022-23       | 27    | 2     | 2                | 0                | 3                       | 0                       | 32    | 2     |
| Olympiacos F. C. · Grecia      | Total club    | Total club    | 66    | 4     | 10               | 0                | 18                      | 0                       | 94    | 4     |
| Real Betis Balompié · España   | 1.ª           | 2023-24       | 15    | 0     | 1                | 0                | 0                       | 0                       | 16    | 0     |
| Real Betis Balompié · España   | Total club    | Total club    | 15    | 0     | 1                | 0                | 0                       | 0                       | 16    | 0     |
| Total carrera                  | Total carrera | Total carrera | 423   | 19    | 56               | 2                | 94                      | 5                       | 573   | 26    |
| 1. 2.                          |               |               |       |       |                  |                  |                         |                         |       |       |

## Palmarés

### Campeonatos nacionales
| Título                | Club              | País       | Año  |
| --------------------- | ----------------- | ---------- | ---- |
| Serie A               | A. C. Milan       | Italia     | 2011 |
| Supercopa de Alemania | Borussia Dortmund | Alemania   | 2013 |
| Supercopa de Alemania | Borussia Dortmund | Alemania   | 2014 |
| Copa de Alemania      | Borussia Dortmund | Alemania   | 2017 |
| FA Cup                | Arsenal F. C.     | Inglaterra | 2020 |
| Community Shield      | Arsenal F. C.     | Inglaterra | 2020 |
| Superliga de Grecia   | Olympiacos F. C.  | Grecia     | 2021 |
| Superliga de Grecia   | Olympiacos F. C.  | Grecia     | 2022 |